# ای پلن
ای پلن (به انگلیسی: ePLAN) یک نرم‌افزار مهندسی بوده که جهت طراحی و نقشه‌کشی سیستم‌های الکتریکی به ویژه تابلو برق استفاده می‌شود. نسخه قدیمی این نرم‌افزار نسخه ۵ بود که برای نخستین بار در سال ۱۹۸۴ عرضه شد که بعدها به نسخه کارآمد P8 تغییر نام پیدا کرد. در نرم‌افزار ePLAN امکانات ویژه‌ای جهت نقشه‌کشی همچون شماره‌گزاری سیم‌ها و مستندسازی و همچنین طراحی نقشه جانمایی تابلو برق به صورت دو بعدی و سه بعدی فراهم شده‌است. نسخه دیگر این نرم‌افزار با نام Pro Panel می‌باشد که در این نسخه امکان طراحی سه بعدی تابلو برق وجود دارد.